# Терещук Олександр Дмитрович
Олександр Дмитрович Терещук (нар. 11 лютого 1964, Вінницька область) — український правоохоронець, колишній начальник ГУ МВС України в Києві, державний службовець.
З 30 жовтня 2018 року Голова Київської обласної державної адміністрації. Звільнений з посади 11 червня 2019 року.

## Біографія
Народився 11 лютого 1964 року на Вінниччині. У 1991 році закінчив Київську вищу школу Міністерства внутрішніх справ.
З червня 1984 року — служив міліціонером відділення внутрішніх справ на станції «Христинівка» відділу внутрішніх справ на станції імені Т. Г. Шевченка Південно-Українського управління внутрішніх справ на транспорті.
З 1991 року — старший інспектор профілактики Ленінського райвідділу внутрішніх справ УВС у місті Києві, згодом — старшим інспектором відділу по керівництву дільничними інспекторами міліції Старокиївського районного відділу внутрішніх справ УВС у місті Києві.
З вересня 1995 року працював у Головному управлінні МВС України в місті Києві старшим інспектором інспекції у справах неповнолітніх Управління карного розшуку, старшим оперуповноваженим в особливо важливих справах відділу кримінальної міліції у справах неповнолітніх, заступником начальника відділу професійної підготовки — начальником відділення організації бойової підготовки Управління по роботі з особовим складом, заступником начальника відділу професійної підготовки Управління по роботі з особовим складом, заступником начальника Управління роботи з персоналом — начальником відділу професійної підготовки.
З жовтня 2005 по січень 2008 рр. — начальник Печерського районного управління Головного управління МВС України в місті Києві.
З березня 2008 по березень 2010 рр. — заступник начальника Головного управління МВС України в місті Києві — начальник Управління кадрового забезпечення.
З березня 2010 по червень 2012 рр. — працював начальником Голосіївського районного управління Головного управління МВС України в місті Києві.
З червня 2012 по листопад 2012 рр. — обіймав посаду начальника Управління боротьби з незаконним обігом наркотиків МВС України.
17 листопада 2012 по липень 2014 рр. — очолював Управління МВС України у Волинській області.
З 22 липня 2014 року — Начальник Головного Управління МВС України у місті Києві. 5 червня 2015 року був звільнений з посади.
3 липня президент України Петро Порошенко скасував люстрацію Олександра Терещука.
14 грудня 2015 року Міністр МВС України Арсен Аваков повідомив, що звільнив начальника Головного управління Національної поліції в Києві Олександра Терещука і декількох високопоставлених співробітників столичного главку.
З квітня 2017 року по 29 жовтня 2018 року — перший заступник голови Одеської обласної державної адміністрації.
З 30 жовтня 2018 року Голова Київської обласної державної адміністрації. Звільнений з посади 11 червня 2019 року.

#### декларація
- Е-декларація [Архівовано 25 жовтня 2018 у Wayback Machine.]